# Чапултепекски замък
Чапултепекският замък (на испански: Castillo de Chapultepec, Кастильо де Чапултепек) е замък в град Мексико Сити, намиращ се на върха на хълма Чапултепек. Името „чапултепек“ идва от думата chapoltepēc, която означава „върху хълма на скакалеца“ на нахуатъл.
Намира се в средата на парка „Чапултепек“ на надморска височина от 2325 м. Хълмът е бил свещено място за ацтеките и сградите, намиращи се на върха му, са имали няколко приложения през годините, например военна академия, императорска резиденция, президентски дворец, обсерватория, а в наше време там е Националният исторически музей.
Основан през 1785 г. от вицекрал Бернардо де Галвес (чието име е тексаският град Галвестън). Поради прекомерни разходи строителството е преустановено и кралят наредил двореца да бъде продаден на търг. Купувачите са били открити едва през 1806 г. Това са градските власти на Мексико Сити. Дворецът окончателно се обитава през 1833 г., когато тук се намира военна академия. В същото време към сградата е добавена наблюдателната кула „Високият рицар“ (caballero alto).
Това е единственият замък в Северна Америка, приютявал монарси – мексиканския император Максимилиан I и жена му императрица Карлота (Шарлота) Белгийска, по време на Втората мексиканска империя (1864 – 1867 г.)